# Equus zebra hartmannae
La zebra di Hartmann (Equus zebra hartmannae Matschie, 1898) è una sottospecie di zebra di montagna diffusa nell'estremità sud-occidentale dell'Angola e nella Namibia occidentale. Preferisce vivere in piccoli gruppi di 7 - 12 esemplari. È un'agile arrampicatrice ed è in grado di vivere anche in condizioni di estrema aridità e nei territori montuosi più accidentati.
Alcuni hanno preso in esame l'ipotesi di considerarla una specie separata dalla zebra del Capo, ma tale supposizione non è stata supportata da prove genetiche (vedi Tassonomia della zebra di montagna). Di conseguenza, il celebre Mammal Species of the World la considera solo una «semplice» sottospecie.

## Descrizione
La zebra di Hartmann è un po' più grande della zebra del Capo, con strisce ancora più fitte e sottili che contrastano nettamente con il fondo scuro, e presenta dei grossi lobi sulla gola.

## Biologia
Le zebre di Hartmann, pur avendo ugualmente subito una violenta riduzione delle popolazioni originarie, sono più numerose della zebra del Capo e oggi vengono in parte ospitate in territori protetti e in fattorie private. Al contrario delle zebre delle steppe vivono in gruppetti composti di 7 - 12 animali, che solo di quando in quando si riuniscono in grandi branchi; i maschi più anziani conducono con ogni probabilità vita isolata. Queste zebre sono abili arrampicatrici e si sono tipicamente adattate a vivere nei territori desertici; a quanto riferiscono diversi osservatori, possono resistere per giorni senza dissetarsi. I loro gridi ricordano il nitrito di un cavallo e si differenziano quindi nettamente dal «latrato» delle zebre delle steppe.